# ワルシャワの戦い (1656年)
ワルシャワの戦い（独: Schlacht bei Warschau）は、1656年7月28日から7月30日にかけてポーランド・リトアニア共和国とクリミア・ハン国の連合軍（以下「ポーランド軍」）が、スウェーデン王国およびブランデンブルク＝プロイセンの連合軍（以下「連合軍」）に敗れた戦闘である。1655年から1660年まで続いた第二次北方戦争と、スウェーデン＝ポーランド戦争の中でも最大の戦いの一つであり、数において劣勢な連合軍が遥かに優勢なポーランド軍に勝利したのである。
この戦勝が後の戦況に与えた影響は最小限に留まったが、ポーランドの首都ワルシャワは戦いの後に改めて占領され、連合軍の略奪を受けている。

## 前史
国王ヤン2世カズィミェシュが親卒するポーランド軍はおよそ50,000名から60,000名を擁しており、その中でも歩兵は4,500名のみであった。残りは騎兵である。戦いの直前、さらにポーランドと同盟していたクリミア・タタール人のハン率いる20,000名の騎兵が到着した。これと対峙した連合軍は18,000名のみであったが、歩兵は合計6,400名であり、ポーランド歩兵に比べて数に勝っていた。ダンツィヒで上陸した後、この軍団はワルシャワへと南進する。ヤン2世は指揮下の軍とヴィスワ川を渡り、近郊のプラガの5キロメートル北方で、右岸を接近して来た連合軍に遭遇した。彼は勝利を確信しており、フランス公使に対して「スウェーデン人はタタール人に朝食として与えたのであり、ブランデンブルク選帝侯は日光も月光も射し込まない穴に押し込めたい」と語るほどであった。

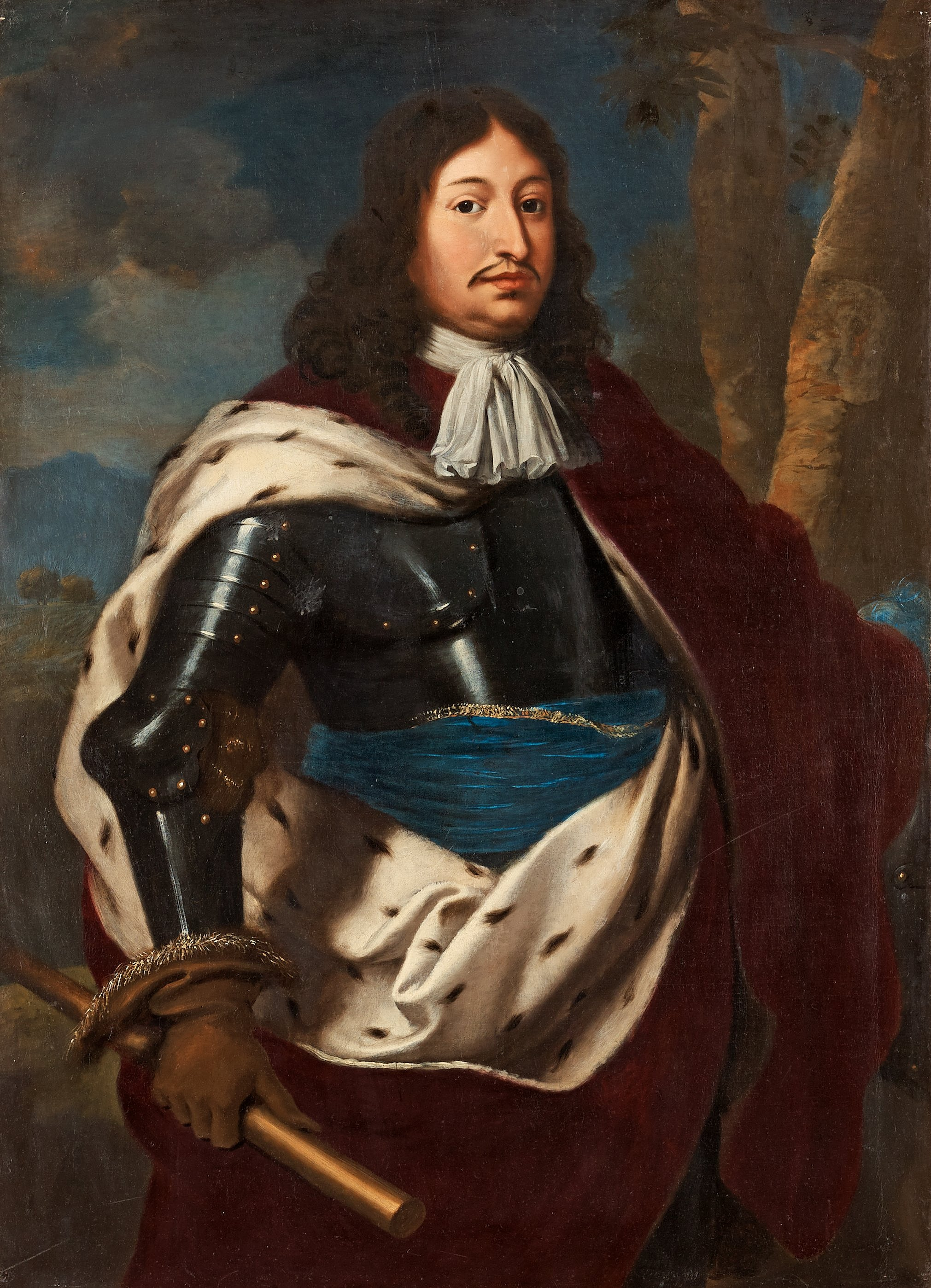
スウェーデン国王カール10世
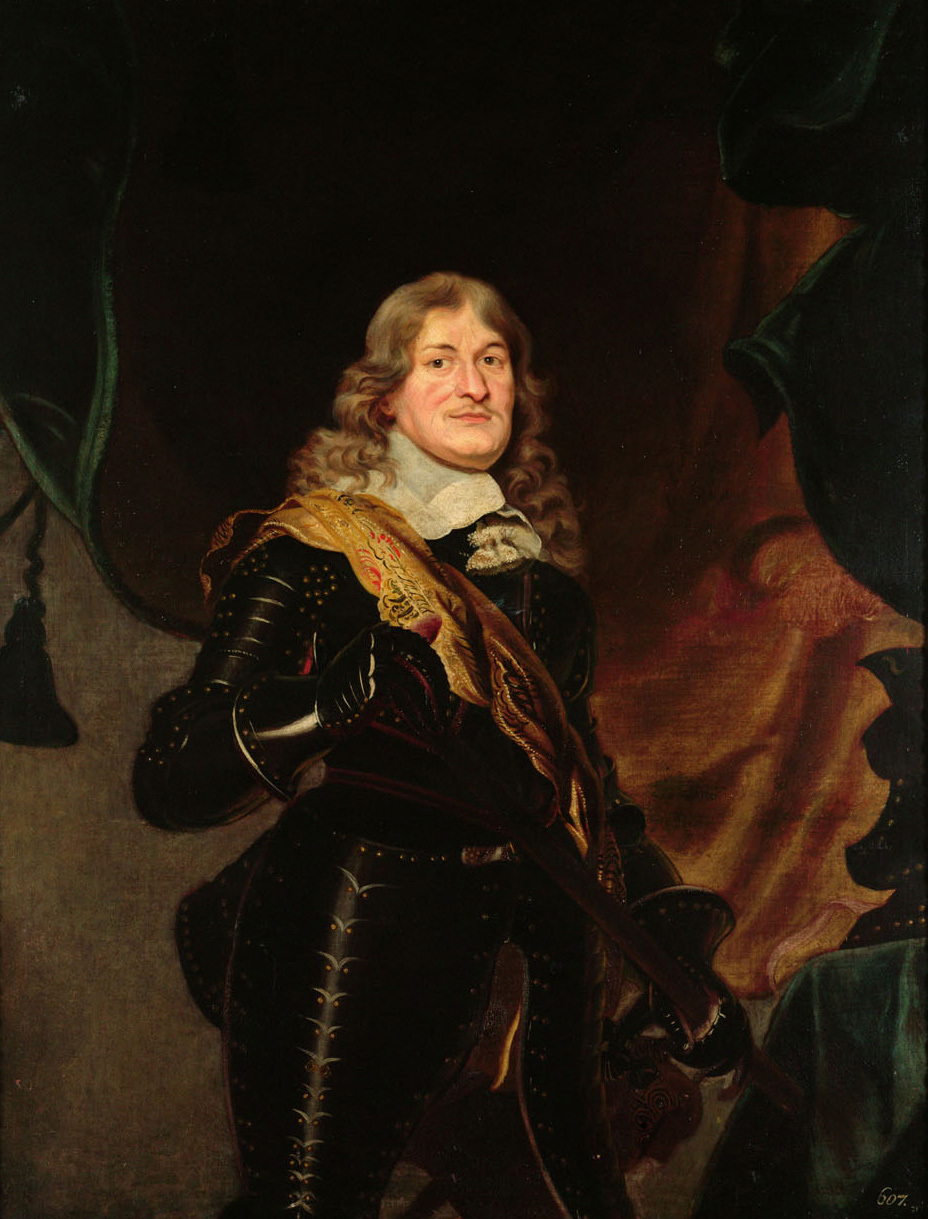
ブランデンブルク選帝侯フリードリヒ・ヴィルヘルム

## 推移

### 1日目

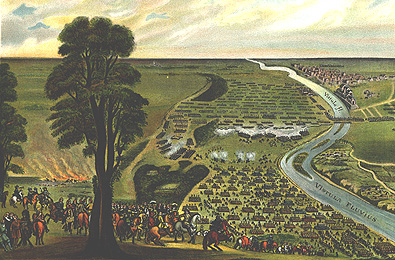
初日の戦い。ヨハン・フィリップ・レムケの絵画。

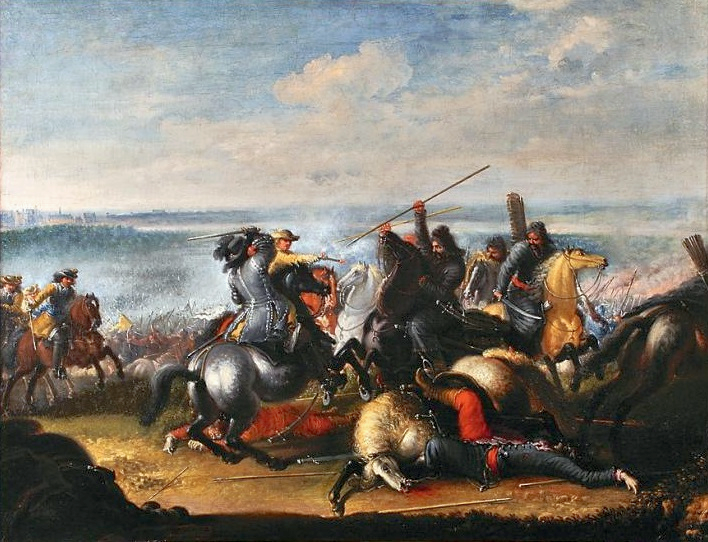
1656年、ワルシャワでポーランド軍のタタール兵と戦うスウェーデン国王カール10世。

初日、連合軍は通例に従った正面攻撃を開始したが、ポーランド軍に撃退された。東部のビャウォウェンカの森と、西部のヴィスワ川に挟まれた一帯は戦列を組むには狭すぎ、連合軍の歩兵はパイクとマスケット銃をもって効果的な射線を形成することができなかった。
また、ポーランド軍は自陣の前で野戦築城を実施しており、攻めるのが非常に困難な堅陣を構えていたのである。

### 2日目
2日目、カール10世とフリードリヒ・ヴィルヘルムは、ポーランド軍陣地への正面攻撃が無意味であることを自ら確かめて認めた。この偵察任務で、二人は森の側面に「コリーネ」として知られる小さな丘があることに気づく。その頂上は、ビャウォウェンカの森を一望するのに充分な高さがあった。また、そこは大砲の配置に理想的な場所であった。後にフリードリヒ・ヴィルヘルムは丘を占領させ、そこからポーランドの陣地を砲撃させた。ポーランド騎兵は絶え間なく丘へ攻め寄せたが、ブランデンブルク兵は耐え抜く。その間、森に隠れて待機していたスウェーデン軍はタタール兵の襲撃を受けたが、その弓矢も練度に優れたスウェーデン兵の銃火を前に、大きな効果を上げることはなかった。ブランデンブルク軍を単独で敵に対峙させる危険な機動で、カール10世グスタフはスウェーデン軍を率い、ブランデンブルク軍を迂回する。ポーランド軍はこれを察知しなかった。こうして午後4時頃、スウェーデン軍は突如としてポーランド軍の右翼に現れた。この新たな状況により、ポーランド軍の戦闘隊形は維持できなくなる。同軍の反撃は、スウェーデン軍の戦列を突破できるほど強くなかった。結局、ポーランド軍の整然としない攻撃は夜の間に弱まって止み、その一部は早くも逃亡に移っていたのである。

### 3日目

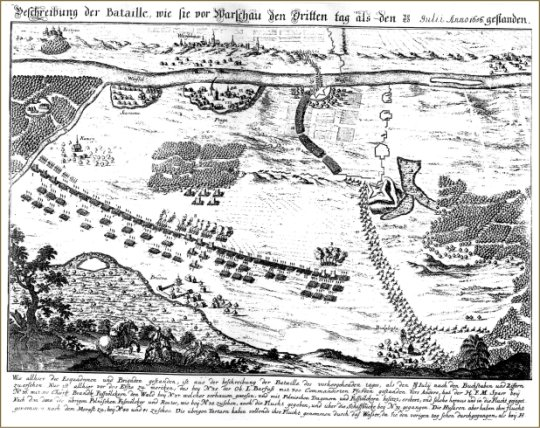
三日目の戦いを描いたエーリク・ダールベルクの絵画。

3日目、ポーランド軍は遂に敗れた。オットー・クリストフ・フォン・シュパー大将は指揮下の砲兵隊をもって数時間にも及ぶ砲撃を開始し、すでに士気と統制を失っていたポーランド軍を槍兵に攻撃させた。フリードリヒ・ヴィルヘルムは騎兵を率いてポーランド軍の右翼に突撃し、その戦列に深く切り込む。この突破が、ポーランド軍の崩壊を引き起こした。ヤン2世カズィミェシュは敗北を覚り、当時は唯一であったヴィスワ川の橋を通じて指揮下の歩兵を後退させた後、これを焼き落とした。ワルシャワ側の岸では残余のポーランド歩兵が四方八方へ散った一方、プラガ側の岸では騎兵がヴィスワ川に沿って南北へ退却した。ヤン2世はルビンへ逃れる。
連合軍は舟橋を渡って追撃し、阻まれることなくワルシャワへ入城することができた。

## 影響
ワルシャワの戦いは三十年戦争の後、重要な意味を持つ初めての戦闘となり、とりわけスウェーデン軍の機動によってヨーロッパ全土から相応の注目を集めた。戦争の目標が大いに異なっていたため、カール10世とフリードリヒ・ヴィルヘルムはワルシャワで凱旋行進を挙行した後、ほどなくして別れる。カール10世はヴィスワ川の下流で再編されたポーランド軍と戦うべくダンツィヒへ向かい、フリードリヒ・ヴィルヘルムはプロイセン公領の東方国境を来襲したリトアニア及びタタール騎兵から守らなくてはならなかったのである。
ヤン2世はこの敗北により1657年のヴェーラウ条約で、対スウェーデン同盟の締結と引き換えにプロイセン公領の宗主権をやむなくブランデンブルクへ委譲した。

## プロイセンの主権確立までの流れ
- 1656年1月17日:ケーニヒスベルク条約 (1656年)
- 1656年6月23日:マリーエンブルク条約
- 1656年6月28日-6月30日:ワルシャワの戦い
- 1656年11月20日:ラビアウ条約
- 1657年9月19日:ヴェーラウ条約
- 1657年11月6日:ブロンベルク条約
- 1660年5月3日:オリヴァ条約

## 文献
- ヨハン・グスタフ・ドロイゼン: Die Schlacht von Warschau 1656. Verlag S. Hirzel, Leipzig 1865 (デジタル版)
- クルト・ヤニー（ドイツ語版）: Geschichte der Preußischen Armee – Vom 15. Jahrhundert bis 1914, 1. Band, Biblio Verlag, Osnabrück 1967, p. 120–130
- August Riese: Die dreitägige Schlacht bei Warschau 28., 29. und 30. Juli 1656: Die Wiege preussischer Kraft und preussischer Siege. Verleger Mälzer, Breslau 1870.